# Колю (шлем)

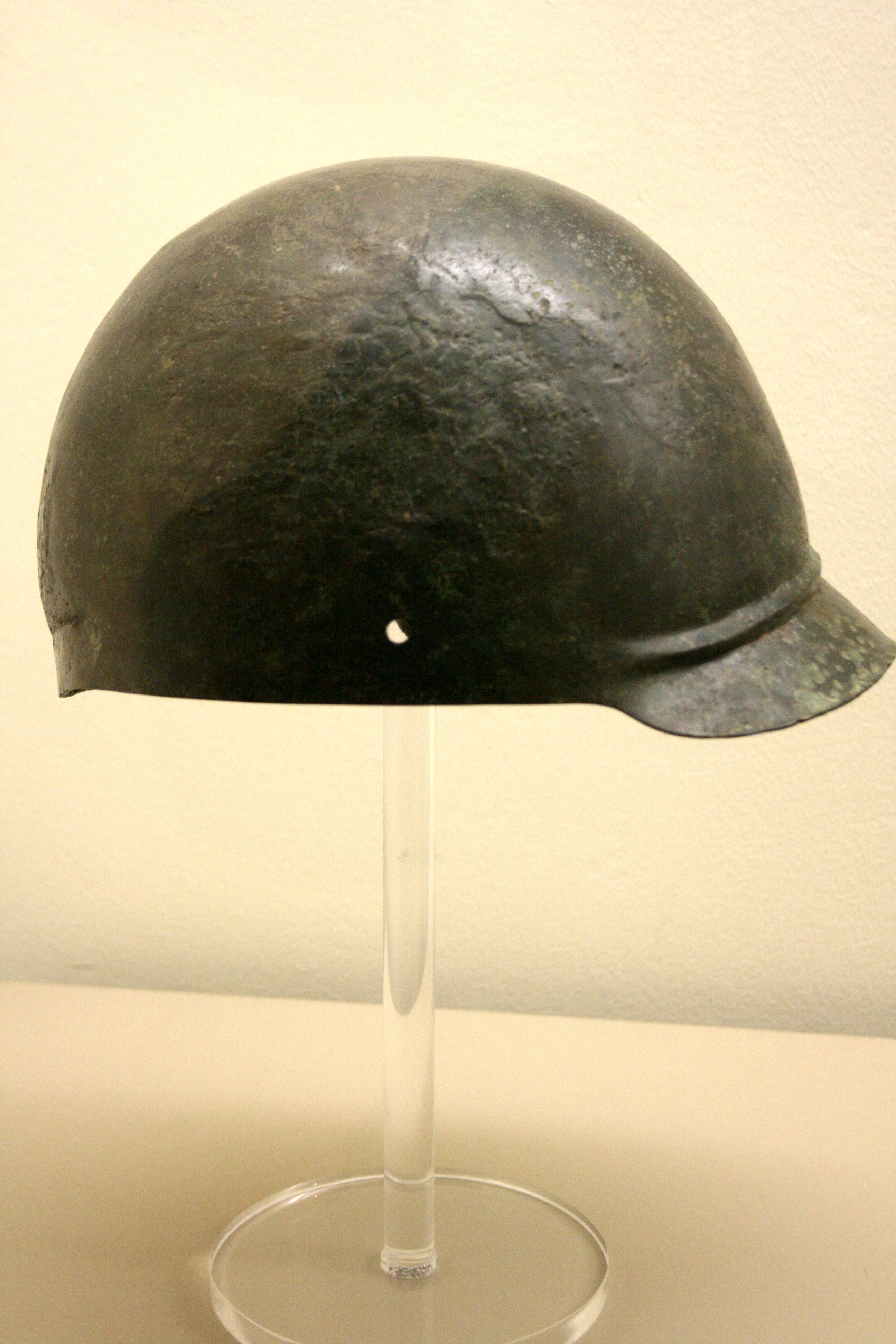
Бронзовый шлем типа Колю (подтип Мангейм), найденный в районе Тонгерен

Колю (англ. Coolus helmet, распространено ошибочное название «кулус») — тип кельтского и древнеримского боевого шлема, который употреблялся с III века до н. э. и до I века н. э. Своё название получил по французскому муниципалитету Колю (департамент Марна), где были найдены его экземпляры.
Найденные образцы шлемов подражают галльским шлемам. Материалом служила бронза или другой сплав на основе меди. Шлем имел закруглённую форму (более вероятно, что использовали заготовку, отлитую и доработанную точением на станке, нежели выкованную из листа), хорошо развитый назатыльник и большие угловатые нащёчные пластины. Большинство экземпляров имеют втулку для крепления плюмажа (гребня).
В I веке н. э. постепенно был изменён на Имперский шлем, также кельтского происхождения.